# Macarostola pyrelictis
Macarostola pyrelictis là một loài bướm đêm thuộc họ Gracillariidae. Nó được tìm thấy ở Samoa.